# 76-та піхотна дивізія (Третій Рейх)
76-та піхотна дивізія (Третій Рейх) (нім. 76. Infanterie-Division) — піхотна дивізія Вермахту за часів Другої світової війни.

## Історія
76-та піхотна дивізія сформована 26 серпня 1939 в III-му військовому окрузі (нім. Wehrkreis III) під час 2-ї хвилі мобілізації Вермахту.

## Райони бойових дій
- Німеччина (Західний Вал) (серпень 1939 — травень 1940);
- Франція (травень — листопад 1940);
- Генеральна губернія (листопад 1940 — червень 1941);
- СРСР (південний напрямок) (червень 1941 — жовтень 1942);
- Сталінград (жовтень 1942 — січень 1943);
- Франція (квітень — серпень 1943);
- Італія (серпень — жовтень 1943);
- СРСР (південний напрямок) (жовтень 1943 — жовтень 1944);
- Угорщина (жовтень 1944 — січень 1945);
- Чехословаччина (січень — травень 1945).

## Командування

### Командири
1-ше формування
- генерал артилерії Максиміліан де Ангеліс (нім. Maximilian de Angelis) (26 серпня 1939 — 26 січня 1942);
- генерал-лейтенант Карл Роденбург (нім. Carl Rodenburg) (26 січня 1942 — 31 січня 1943);

2-ге формування
- генерал від інфантерії Еріх Абрагам (нім. Erich Abraham) (1 квітня 1943 — липень 1944);
- генерал-лейтенант Отто-Германн Брюкер (нім. Otto-Hermann Brücker) (липень 1944);
- генерал від інфантерії Еріх Абрагам (серпень — 4 вересня 1944);
- переформування (4 вересня — 17 жовтня 1944);
- генерал-лейтенант Зігфрід фон Рековскі (нім. Siegfried von Rekowski) (17 жовтня 1944 — 8 лютого 1945);
- оберст, доктор барон Вільгельм-Моріц фон Біссінг (нім. Wilhelm-Moritz Freiherr von Bissing) (8 — 14 лютого 1945);
- генерал-майор Ергард-Генріх Бернер (нім. Erhard-Heinrich Berner) (14 лютого — 8 травня 1945).

## Нагороджені дивізії
Нагороджені Сертифікатом Пошани Головнокомандувача Сухопутних військ для військових формувань Вермахту за збитий літак противника
- 16 травня 1942 — 9-та піхотна рота 230-го піхотного полку за дії 27 грудня 1941 (77);
- 16 травня 1942 — 2-га рота 176-го інженерно-саперного батальйону за дії 12 лютого 1942 (127).

Нагороджені дивізії
|  | Кавалери Нагрудного знаку ближнього бою в золоті                                                           | 2 |
|  | Кавалери Золотого Німецького Хреста                                                                        | 58 |
|  | Кавалери Срібного Німецького Хреста                                                                        | 1 |
|  | Кавалери Лицарського хреста Залізного хреста з Дубовим листям                                              | 3 (№ 189 генерал-лейтенант Карл Роденбург — 31.01.1943 № 516 генерал-лейтенант Еріх Абрагам — 26.06.1944 № 637 оберст-лейтенант Генріх Буссе — 28.10.1944) |
|  | Кавалери Лицарського хреста Залізного хреста                                                               | 23 |
|  | Кавалери Почесної відзнаки Сухопутних військ «Почесна застібка на орденську стрічку для Сухопутних військ» | 14 |
|  | Кавалери ордену Михая Хороброго ІІІ ступеня (Румунія)                                                      | 1 |

- Нагороджені Сертифікатом Пошани Головнокомандувача Сухопутних військ (7)
- Нагороджені Сертифікатом Пошани Головнокомандувача Сухопутних військ за збитий літак противника (4)